# (4114) Jasnorzewska
(4114) Jasnorzewska es un asteroide perteneciente al cinturón de asteroides, descubierto el 19 de agosto de 1982 por Zdeňka Vávrová desde el Observatorio Kleť, České Budějovice, República Checa.

## Designación y nombre
Designado provisionalmente como 1982 QB1. Fue nombrado Jasnorzewska en honor a la poetisa polaca María Pawlikowska-Jasnorzewska.